# Земплінске Врхи

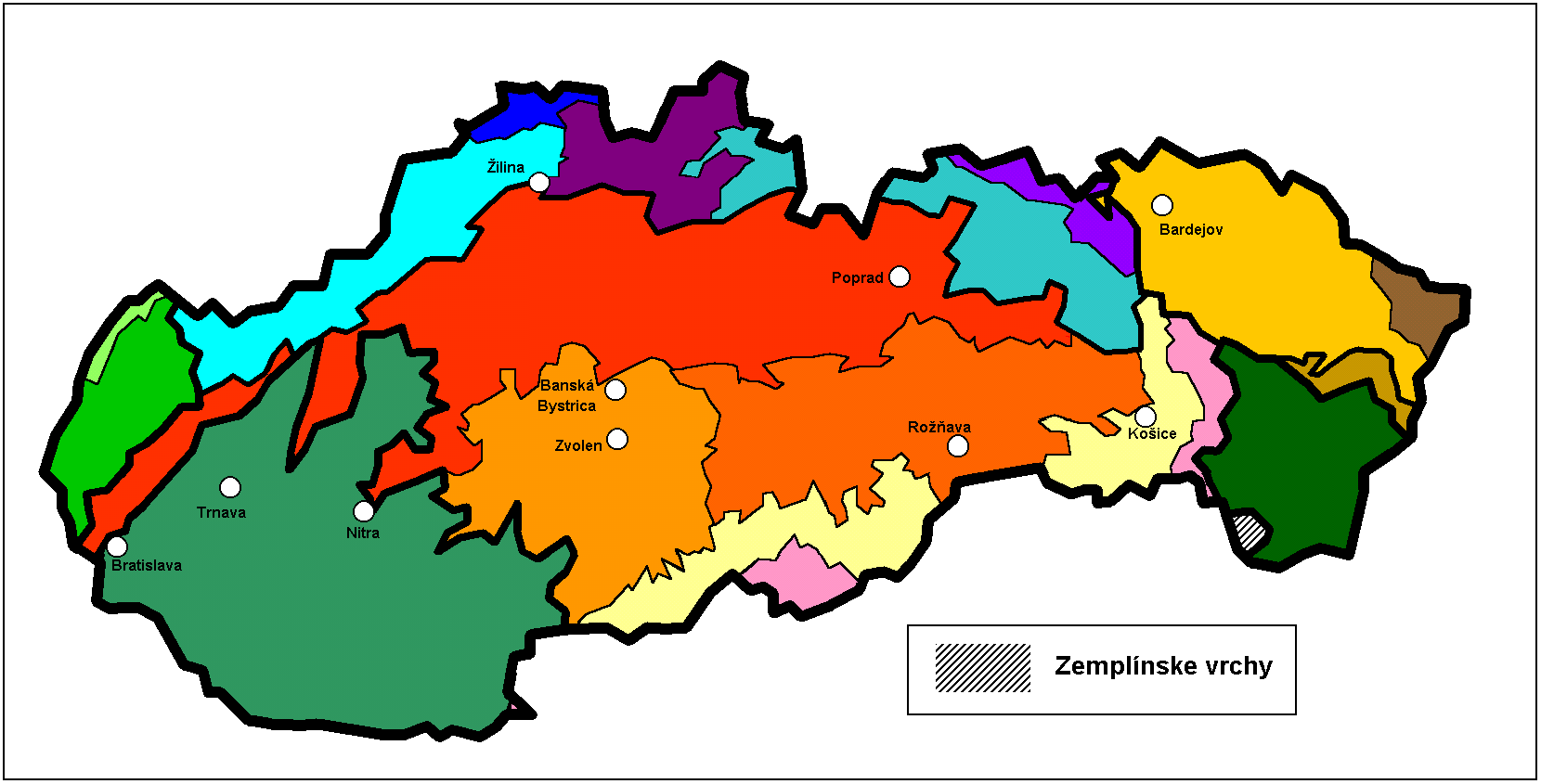
Земплінске Врхи показано на геоморфологічному поділу Словаччини

Земплінске Врхи (словац. Zemplínske vrchy) — невеликий гірський масив у східній Словаччині на території Земпліна. Найвища точка — гора Розглядня, 470 м.
Протікає річка Гечка.